# Csibcsák

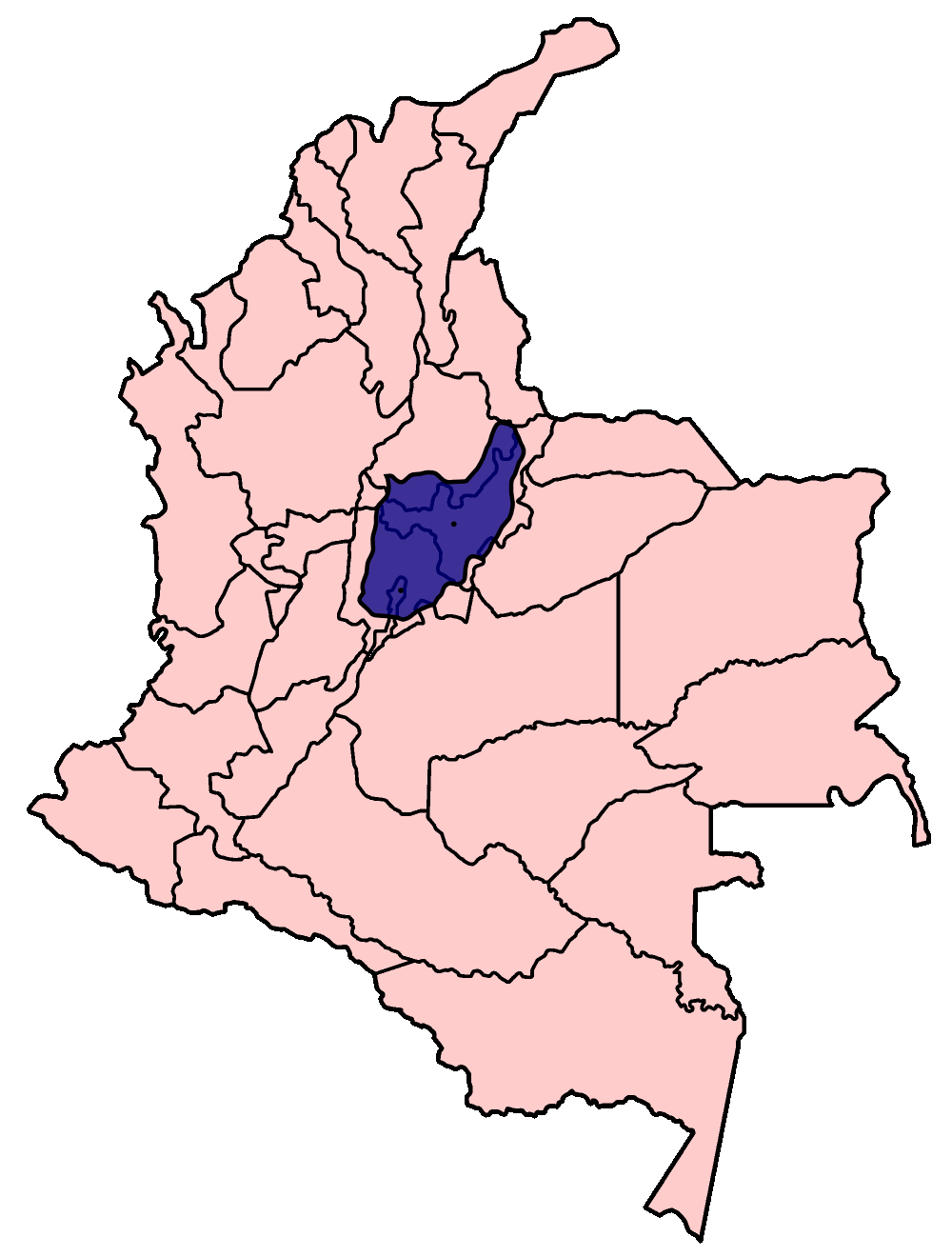
Az egykori muiszka konföderáció a mai Kolumbia térképén

A csibcsák vagy más néven muiszkák egy amerikai őslakos népcsoport, mely államot alapított a mai Kolumbiában (muiszka konföderáció). Az inkákat megelőzően ők építették ki a legfejlettebb politikai rendszert Dél-Amerikában. Ez a Zuila folyótól délre egészen a mai Pasto városáig, illetve nyugaton az Atrato folyó forrásaitól nyugatra a mai Bogotáig terjedt. 
Az Amerika felfedezését követő időkben elterjedt, hogy a törzs uralkodóinak avatási szertartása során értékes tárgyakat szórt a területén található Guatavita-tóba, ami emiatt a kincsvadászok célpontja lett.
Kolumbiában ma kevesebb mint 14 ezer csibcsa él.